# ヴィクトリア・ジャスティス
ヴィクトリア・ドーン・ジャスティス（Victoria Dawn Justice、1993年2月19日 - ）は、アメリカ合衆国の女優、声優、歌手、ダンサー。米ニコロデオンのシットコム『ビクトリアス』の主人公トリー・ベガ役で知られる。

## 来歴

### 生い立ち
フロリダ州のハリウッドでアイルランド系、イングランド系、ドイツ系およびフランス系の血を引く父親とプエルトリコ系の母親の間に生まれる。

### 女優
8歳の時、芸能関係に興味を持ち始めたジャスティスはモデルをはじめ、オバルチンなどのCMに多数出演。2003年と2004年の夏のシーズンには、家族とともにロサンゼルスに滞在し、テレビドラマ『ギルモア・ガールズ』、『スイート・ライフ』、いくつかの独立系映画などに出演の機会を得る。その後、ロサンゼルスに移り住み、2005年には Zoey 101（ジェイミー・リン・スピアーズ主演）でレギュラーを獲得し、以降、『iCarly』、『ネイキッド・ブラザーズ・バンド』、True Jackson VP、Spectacular!などのニコロデオンのドラマやテレビ映画を中心に活躍。2010年から始まった『ビクトリアス』の主演（トリー・ベガ役）に抜擢される。また、同年には同局のテレビ映画 The Boy Who Cried Werewolfで主演し、狼人間に変身する17歳のジョーダン役を演じた。2012年10月末にはニコロデオン・ムービーズ、主演コメディ映画『そんなガキなら捨てちゃえば?』が公開された。
2015年に主演したMTVのスリラー・ドラマ Eye Candy ではコンピュータの才能に秀でたリンディが連続殺人犯に命を狙われる役柄を演じた。同年、NBCのコメディドラマ Undateable にゲスト出演したエピソードは生放送で放映された。2016年にFOXで放送されたリメイク版『ロッキー・ホラー・ショー』に出演した。

### 音楽
2007年に「A Thousand Miles」（ヴァネッサ・カールトンのカバー）を歌唱してデビューする。2009年に、テレビ映画 Spectacular! の劇中歌を歌唱している。メジャーデビューは2010年で、『ビクトリアス』の主題歌プロモーション・シングル「メイク・イット・シャイン」をリリース。続いて、「フリーク・ザ・フリーク・アウト」をリリースする。「フリーク・ザ・フリーク・アウト」はトップ・ヒートシーカーズで第1位を獲得。その後、RIAAからゴールドの認定を受けた。2011年8月2日(日本2012年12月5日)に『ビクトリアス:サウンドトラック』がリリースされた。アルバムチャート成績はビルボード200第5位、Top Soundtracks と Top Kid Audio で第1位を記録した。2012年に第2作目の Victorious 2.0 と第3作目の Victorious 3.0 がリリースされている。

## 主な出演作品

### テレビ番組
| 年      | 邦題 原題                                                                            | 役名                                                        | 備考 | 吹き替え     |
| ------- | ------------------------------------------------------------------------------------ | ----------------------------------------------------------- | --- | ------------ |
| 2003    | ギルモア・ガールズ Gilmore Girls                                                     | ジル #2 Jill #2                                             | 第4シーズン第3話 「ホビットとジェイソン」 "The Hobbit, the Sofa, and Digger Stiles"                                                                  | TBA          |
| 2005    | スイート・ライフ The Suite Life of Zack & Cody                                       | レベッカ Rebecca                                            | 第1シーズン第2話 「ミス・ユニバースでドッキドキ」 "The Fairest of Them All"                                                                          | TBA          |
| 2005-08 | Zoey 101                                                                             | ローラ・マルチネス Lola Martinez                            | メインキャスト 52 エピソード |              |
| 2005    | Silver Bells                                                                         | ローズ Rose                                                 | テレビ映画 |              |
| 2006    | エバーウッド 遥かなるコロラド Everwood                                               | タリア・トンプソン Thalia Thompson                          | 第4シーズン第18話 「取り戻せない時間」 "Enjoy the Ride"                                                                                              |              |
| 2009    | ネイキッド・ブラザーズ・バンド The Naked Brothers Band                               | 本人                                                        | 第3シーズン第5話 "Valentine Dream Date" 第7話 "The Premiere"                                                                                         |              |
| 2009    | Spectacular!                                                                         | タミ・ダイソン Tammi Dyson                                  | テレビ映画 |              |
| 2009–11 | iCarly                                                                               | シェルビー・マークス / トリー・ベガ Shelby Marx / Tori Vega | 第46～47話 「ファイト!カーリー (iFight Shelby Marx)」 第91～93話 「ロサンゼルスのパーティーへ (iParty with Victorious)」「Victorious」のキャラクター | 小笠原亜里沙 |
| 2009    | True Jackson                                                                         | ビビアン Vivian                                             | 第1シーズン第22話 "True Crush" |              |
| 2010    | The Troop                                                                            | エリス・フェアリー Eris Fairy                               | 第1シーズン第15話 "Speed" |              |
| 2010-13 | ビクトリアス Victorious                                                              | トリー・ベガ Tori Vega                                      | 主演、58 エピソード | 貫地谷しほり |
| 2010    | ザ・ペンギンズ from マダガスカル The Penguins of Madagascar                          | ステーシー Stacy                                            | 声の出演、第2シーズン第14話（第65話） 「猟奇的な彼女たち」 "Badger Pride" "Tunnel of Love" (unaired episode)                                         |              |
| 2010    | The Boy Who Cried Werewolf                                                           | ジョーダン・サンズ Jordan Sands                             | テレビ映画 |              |
| 2013    | Big Time Rush                                                                        | 本人                                                        | 第4シーズン第6話 "Big Time Tour Bus" |              |
| 2015    | Eye Candy                                                                            | リンディ・サンプソン Lindy Sampson                          | 主演 |              |
| 2015    | Undateable                                                                           | アマンダ Amanda                                             | 第2シーズン第7話-第8話 "A Live Show Walks Into a Bar"                                                                                                |              |
| 2016    | ロッキー・ホラー・ショー The Rocky Horror Picture Show: Let's Do the Time Warp Again | ジャネット・ワイズ Janet Weiss                              | テレビ映画（1975年版のリメイク） |              |

### 映画
| 年   | 邦題 原題                                                     | 役名                             | 備考     | 吹き替え   |
| ---- | ------------------------------------------------------------- | -------------------------------- | -------- | ---------- |
| 2005 | Mary                                                          | ステラ Stella                    | 短編映画 |            |
| 2005 | When Do We Eat?                                               | ニッキー(少女期) Young Nikky     |          |            |
| 2006 | The Garden                                                    | ホリー Holly                     |          |            |
| 2006 | unknown/アンノウン Unknown                                    | 娘 Daughter                      |          |            |
| 2009 | The Kings of Appletown                                        | ベッツィー Betsy                 |          |            |
| 2012 | ファースト・タイム 素敵な恋の始め方 The First Time            | ジェーン・ハーモン Jane Harmon   |          |            |
| 2012 | そんなガキなら捨てちゃえば? Fun Size                          | レン・デサンティス Wren DeSantis |          | 田村睦心   |
| 2013 | ワンダープラネット Jungle Master                              | レイニー Rainie                  | 声の出演 | 本田和希   |
| 2014 | ナオミとイーライのキス禁止リスト Naomi and Ely's No Kiss List | ナオミ Naomi                     |          | 藤村歩     |
| 2015 | The Outskirts                                                 | ジョディ Jodi                    |          |            |
| 2022 | パーフェクト・ペアリングA Perfect Pairing                     | ローラ rola                      |          | 下山田綾華 |

## ディスコグラフィ

### サウンドトラック
- Spectacular! （2009年）[12]
- ビクトリアス:サウンドトラック （2011年）[16][15]
- Victorious 2.0 （2012年）[18]
- Victorious 3.0 （2012年）[19]

## 受賞歴
| 年   | 賞                                         | カテゴリ                                                            | ノミネート対象                   | 結果       | 参照          |
| ---- | ------------------------------------------ | ------------------------------------------------------------------- | -------------------------------- | ---------- | ------------- |
| 2006 | ヤング・アーティスト・アワード             | テレビシリーズの優秀な若手アンサンブル演技 (コメディまたはドラマ)   | Zoey 101 (キャストと共同受賞)    | 受賞       | [ 22 ]        |
| 2007 | ヤング・アーティスト・アワード             | テレビシリーズの優秀な若手アンサンブル演技 (コメディまたはドラマ)   | Zoey 101 (キャストと共同受賞)    | 受賞       | [ 23 ]        |
| 2007 | ヤング・アーティスト・アワード             | テレビシリーズの最優秀演技 (コメディまたはドラマ) – 助演若手女優    | Zoey 101                         | ノミネート | [ 23 ]        |
| 2008 | ヤング・アーティスト・アワード             | テレビシリーズの優秀な若手アンサンブル演技                          | Zoey 101                         | ノミネート | [ 24 ]        |
| 2010 | ハリウッド・ティーン・テレビ・アワード     | ティーンが選ぶ女優: コメディ                                        | ビクトリアス                     | ノミネート | [ 25 ]        |
| 2010 | ハリウッド・ティーン・テレビ・アワード     | ティーンが選ぶ: 最もホットな女性                                    | ティーンが選ぶ: 最もホットな女性 | ノミネート | [ 25 ]        |
| 2010 | ティーン・チョイス・アワード               | チョイス・スマイル                                                  | チョイス・スマイル               | ノミネート | [ 26 ]        |
| 2011 | キッズ・チョイス・アワード                 | 好きなテレビ女優                                                    | ビクトリアス                     | ノミネート | [ 27 ]        |
| 2011 | ALMA アワード                              | 好きなテレビ女優 – コメディの主演                                   | ビクトリアス                     | ノミネート | [ 28 ]        |
| 2011 | オーストラリア・キッズ・チョイス・アワード | 好きなテレビスター                                                  | ビクトリアス                     | ノミネート | [ 29 ] [ 30 ] |
| 2011 | オーストラリア・キッズ・チョイス・アワード | 最もホットな女の子                                                  | 最もホットな女の子               | 受賞       | [ 29 ] [ 30 ] |
| 2011 | イマジン・アワード                         | 最優秀若手女優 - テレビ                                             | ビクトリアス                     | ノミネート | [ 31 ]        |
| 2011 | NAACPイメージ・アワード                    | 若い主演演技 / 子供向けプログラム (シリーズまたはスペシャル)        | ビクトリアス                     | ノミネート | [ 32 ]        |
| 2011 | ヤング・アーティスト・アワード             | テレビ映画の最優秀演技、ミニシリーズまたはスペシャル - 主演若手女優 | The Boy Who Cried Werewolf       | ノミネート | [ 33 ]        |
| 2012 | キッズ・チョイス・アワード                 | 好きなテレビ女優                                                    | ビクトリアス                     | ノミネート | [ 34 ]        |
| 2012 | ALMA アワード                              | 好きなテレビ女優 - コメディ                                         | ビクトリアス                     | ノミネート | [ 35 ]        |
| 2012 | ドゥ・サムシング・アワード                 | テレビスター: 女性                                                  | テレビスター: 女性               | ノミネート | [ 36 ]        |
| 2012 | ハリウッド・ティーン・テレビ・アワード     | 好きなテレビ女優                                                    | ビクトリアス                     | ノミネート |               |
| 2012 | イマジン・アワード                         | 最優秀若手女優 – テレビ                                             | ビクトリアス                     | ノミネート | [ 37 ] [ 38 ] |
| 2012 | ヤング・アーティスト・アワード             | テレビシリーズの最優秀演技 - ゲスト出演若手女優 17歳–21歳           | iCarly                           | ノミネート | [ 39 ]        |
| 2013 | イマジン・アワード                         | 最優秀若手女優 – テレビ                                             | ビクトリアス                     | ノミネート | [ 37 ] [ 38 ] |
| 2013 | キッズ・チョイス・アワード                 | 好きなテレビ女優                                                    | ビクトリアス                     | ノミネート | [ 40 ]        |
| 2013 | ニコロデオン・スライム祭                   | オーストラリア人の好きなニコロデオン・スター                        | ビクトリアス                     | 受賞       | [ 41 ]        |
| 2013 | ニコロデオン・スライム祭                   | オーストラリア人の好きな Hottie                                     | オーストラリア人の好きな Hottie  | 受賞       | [ 42 ]        |